# كارلوس لوبيز إسترادا
كارلوس لوبيز إسترادا (بالإسبانية: Carlos López Estrada)‏ هو مخرج مكسيكي، ولد في 12 سبتمبر 1988 في مدينة مكسيكو في المكسيك.

## وصلات خارجية
- الموقع الرسمي
- كارلوس لوبيز إسترادا على موقع IMDb (الإنجليزية)
- كارلوس لوبيز إسترادا على موقع ألو سيني (الفرنسية)
- كارلوس لوبيز إسترادا على موقع قاعدة بيانات الفيلم (الإنجليزية)
- كارلوس لوبيز إسترادا على موقع كينوبويسك (الروسية)